# Vatinia de repetundis
Vatinia de repetundis va ser una antiga llei romana, proposada pel tribú de la plebs Publi Vatini, l'any 59 aC quan eren cònsols Gai Juli Cèsar i Marc Calpurni Bíbul. Atorgava a l'acusador del delicte de repetundis (suborn) de recusar dues vegades al jurat del tribunal dels centumvirs. Per aquest fet va ser coneguda també com a Vatinia de recusatione. El nom de Vatinia popularis sembla que el va portar perquè el poble la va apreciar molt, i perquè l'afavoria.